# سیارک ۷۸۸
سیارک ۷۸۸ (به انگلیسی: 788 Hohensteina، نامگذاری:1914UR) هفتصد و هشتاد و هشتمین سیارک کشف شده‌است که در ۲۸ آوریل ۱۹۱۴ و در هایدلبرگ کشف شد.
قدر مطلق سیارک برابر ۸٫۳۰ است.